# Crumomyia absoloni
Crumomyia absoloni är en tvåvingeart som först beskrevs av Mario Bezzi 1914.  Crumomyia absoloni ingår i släktet Crumomyia och familjen hoppflugor. Inga underarter finns listade i Catalogue of Life.